# Viviana Nunes
Viviana Jacqueline Nunes Mayol (Santiago de Chile, 12 de abril de 1962) es una ex modelo y conductora de televisión chilena. Fue la conductora del recordado programa Martes 13, lo que la hizo ser considerada una de las divas de la televisión chilena.

## Biografía
Al terminar la Enseñanza Media en el Colegio de La Salle, Viviana Nunes fue elegida como reina de la FITAL de 1980. Al poco tiempo debutó como locutora de continuidad de Televisión Nacional de Chile, además de participar en el programa Súper hockey, a propósito del Mundial de Hockey Patines de Chile.
En 1981 se presentó al concurso Miss Chile para Miss Universo, ubicándose en el segundo lugar. Tras eso, se incorporó a Teleonce como conductora de noticias junto a Patricio Bañados y Juan Guillermo Vivado.
En 1983 se radicó en México para actuar en la telenovela Bianca Vidal de Televisa. Regresó al país decidida a formar una familia con el deportista Miguel Ángel Zerené, con quien tuvo cuatro hijos.
En 1990 alcanzó el mayor hito de su carrera al asumir la conducción del icónico estelar de la televisión chilena, Martes 13 de Canal 13. A lo largo de cinco años hizo dupla con Javier Miranda, Eduardo Riveros y Kike Morandé.
Retomó el horario estelar en 2002 con N-Migas de Chilevisión donde compartió la conducción junto a Marcela Vacarezza.
A partir de 2006 condujo Mira quién habla junto a Giancarlo Petaccia, Andrés Baile y un panel de "opinólogos" a través de Mega. Se mantuvo hasta el último capítulo emitido en 2011 y anunció su retiro.
Sin embargo, suele aparecer como invitada en programas de televisión y tuvo un papel en la teleserie juvenil Gordis de Chilevisión.

## Televisión

### Programas de televisión
| Año                 | Programa             | Rol          | Canal       |
| ------------------- | -------------------- | ------------ | ----------- |
| 1980                | Súper Hockey         | Conductora   | TVN         |
| 1982-1984           | En Directo           | Conductora   | Teleonce    |
| 1984-1985           | Sábado gigante       | Panelista    | Canal 13    |
| 1990-1991 1993-1995 | Martes 13            | Conductora   | Canal 13    |
| 1993                | A buena hora         | Conductora   | Canal 13    |
| 1993                | First Class          | Conductora   | La Red      |
| 2002-2003           | N-Migas              | Conductora   | Chilevisión |
| 2004                | La fórmula del éxito | Conductora   | UCV         |
| 2006-2011           | Mira quién habla     | Conductora   | Mega        |
| 2009                | Los especialistas    | Panelista    | Mega        |
| 2011                | Yingo                | Jueza        | Chilevisión |
| 2013                | Super bueno          | Panelista    | Via X       |
| 2017                | La divina comida     | Participante | Chilevisión |

### Series de televisión
| Año       | Serie                       | Personaje      | Canal         |
| --------- | --------------------------- | -------------- | ------------- |
| 1983      | Bianca Vidal                | Raquel Rinaldi | Las Estrellas |
| 1988      | Bellas y audaces            | Amanda         | TVN           |
| 2004-2007 | BKN                         | Eliza          | Mega          |
| 2012      | Gordis                      | Bestiana       | Chilevisión   |
| 2016      | Lo que callamos las mujeres | Simona         | Chilevisión   |